# 14659 Gregoriana
14659 Gregoriana este un asteroid din centura principală de asteroizi.

## Descriere
14659 Gregoriana este un asteroid din centura principală de asteroizi. A fost descoperit pe 15 ianuarie 1999 la Montelupo de Maura Tombelli și Giuseppe Forti. Asteroidul prezintă o orbită caracterizată de o semiaxă mare de 2,64 ua, o excentricitate de 0,12 și o înclinație de 11,5° în raport cu ecliptica.